# جوشن (بربرود الغربي)
جوشن (بالفارسية: جوشان) هي قرية تقع في إيران في قسم بربرود الغربي الریفي. يقدر عدد سكانها بـ 243 نسمة بحسب إحصاء 2016.